# Aufbruch Fahrrad

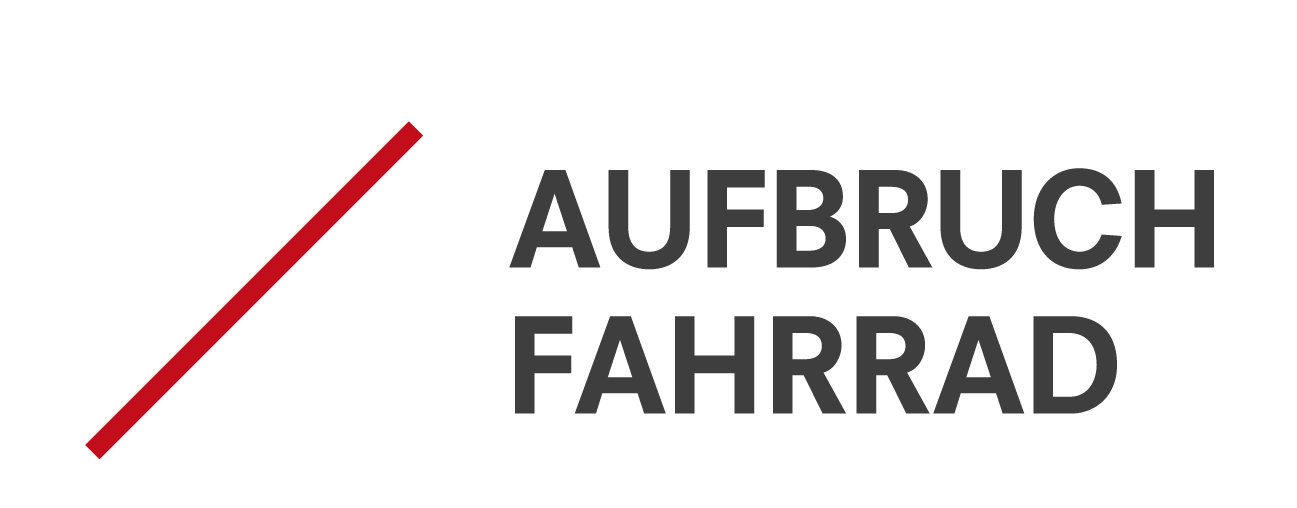
Logo der Volksinitiative Aufbruch Fahrrad NRW

Aufbruch Fahrrad ist ein Projekt zur Stärkung des Radverkehrs in Nordrhein-Westfalen.
Gestartet wurde Aufbruch Fahrrad im Herbst 2016 vom gemeinnützigen Verein Radkomm e.V. in Köln. Aufbruch Fahrrad besteht aus drei Elementen: Einer breit angelegten Kampagne für mehr Radverkehr; dem Aktionsbündnis Aufbruch Fahrrad, dem 215 zivilgesellschaftliche Vereine und Verbände angehören und der Volksinitiative Aufbruch Fahrrad, die 206.687 Unterschriften in NRW gesammelt hat und die erste Volksinitiative in NRW ist, der durch den Landtag einstimmig zugestimmt wurde.

## Hintergrund und Verlauf
Die Idee zu Aufbruch Fahrrad entstand im Juni 2016 auf dem Mobilitätskongress Radkomm 2 in Köln. Auf der Radkomm 2016 stellten Vertreter des Volksentscheid Fahrrad Berlin ihr Projekt vor. Inspiriert durch den Volksentscheid Fahrrad Berlin entstand die Idee einer Kampagne und Unterschriftensammlung pro Fahrradverkehr für NRW. Das Team von Radkomm e.V. in Köln startete Aufbruch Fahrrad im Herbst 2016. Das Radkomm-Team entwickelte die Marke und das Logo für Aufbruch Fahrrad, den Slogan „25% bis 2025“ und formulierte neun Forderungen für die Stärkung der Fahrradmobilität in NRW. Diese neun Forderungen bilden auch die Grundlage für die spätere Volksinitiative Aufbruch Fahrrad. 2017 begann Radkomm e.V. damit, das Aktionsbündnis Aufbruch Fahrrad zu schmieden. Das Aktionsbündnis wuchs schnell und umfasst derzeit (2020) 215 zivilgesellschaftliche Vereine und Verbände, darunter die Naturschutzverbände BUND NRW, NABU NRW, die Deutsche Umwelthilfe und viele lokale Bürgerinitiativen. Im Herbst 2017 schloss sich der Allgemeine Deutsche Fahrrad-Club NRW dem Aktionsbündnis an und übernahm gemeinsam mit Radkomm e.V. die Projektsteuerung. Auch der VCD NRW ist Teil des Aktionsbündnisses, ebenso die zahlreichen Orts- und Kreisverbände von ADFC und VCD.
Am 22. Mai 2018 meldete Ute Symanski, Vorsitzende von Radkomm e.V., die Volksinitiative beim Landeswahlleiter NRW an. Damit wurde Ute Symanski Vertrauensperson für die Volksinitiative. Aufbruch Fahrrad ist die erste Volksinitiative in NRW, die von einer Frau angemeldet wurde. Thomas Semmelmann, Vorsitzender des ADFC NRW, wurde stellvertretende Vertrauensperson.

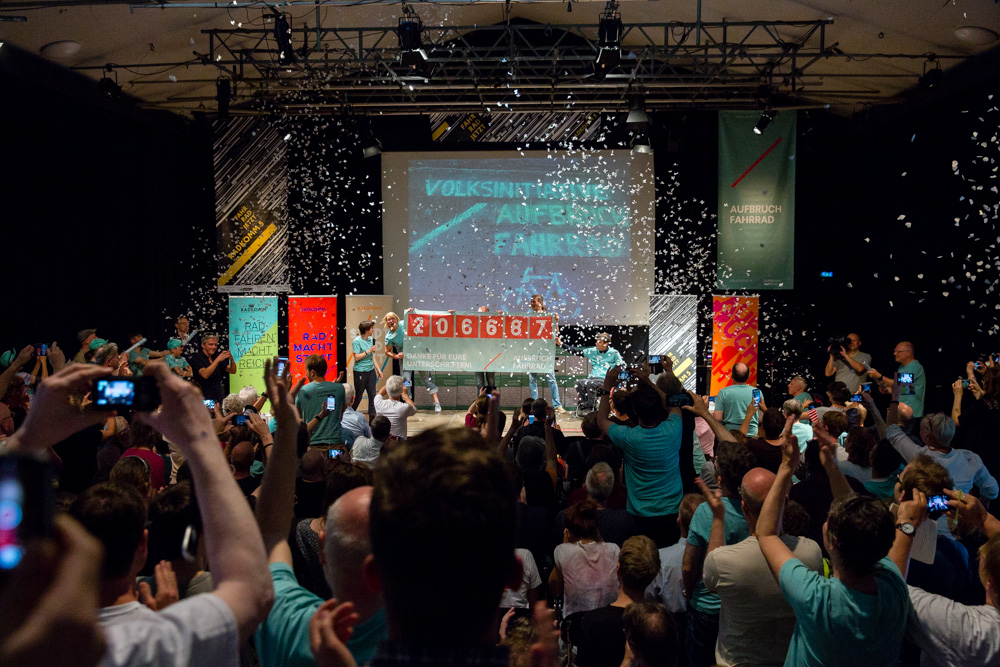
Ute Symanski (Vorsitzende RADKOMM e.V.) und Thomas Semmelmann (Landesvorsitzender ADFC NRW) verkünden gemeinsam die Anzahl der gültigen Unterschriften auf der Radkomm #5 2019.

Im Rahmen des Kongress Radkomm 4 am 16. Juni 2018 startete die Unterschriftensammlung für Aufbruch Fahrrad. Zum Start waren alle Rad-Entscheide aus ganz Deutschland dabei, die es bis zu diesem Zeitpunkt gab.
Zahlreiche Prominente wie Charlotte Roche, Eckart von Hirschhausen, die Macher der Sendung mit der Maus, Günter Wallraff und [Mikael Colville-AndersenMikael Colville-Andersen] unterstützten Aufbruch Fahrrad mit Testimonials oder Video-Botschaften.
Die Unterschriftensammlung wurde am 1. Juni 2019 auf dem Kongress Radkomm 5 offiziell beendet. Dort wurde auch die Zahl der gesammelten Unterschriften bekanntgegeben: In 12 Monaten sammelten die Aktivisten und Aktivistinnen 206.687 Unterschriften. Für das erfolgreiche Bestehen der Volksinitiative wären 66.000 Unterschriften erforderlich gewesen. Am 2. Juni 2019 wurden die gesammelten Unterschriften symbolisch im Rahmen der Sternfahrt NRW von 6000 Radler an NRW-Umweltministerin Ursula Heinen-Esser übergeben.
Am 2. Oktober 2019 lud der Verkehrsausschuss NRW die Vertrauenspersonen Ute Symanski und Thomas Semmelmann zu einer Anhörung in den Landtag ein. Am 19. November 2019 nahm der NRW-Verkehrsausschuss einstimmig und zum ersten Mal in seiner Geschichte eine Volksinitiative an und beschloss, dem Landtagsplenum die Annahme und Zustimmung zur Volksinitiative Aufbruch Fahrrad zu empfehlen. In seiner Sitzung vom 18. Dezember 2019 folgte das Landtagsplenum dieser Empfehlung. Der Landtag stimmte der Volksinitiative Aufbruch Fahrrad zu und beauftragte das Verkehrsministerium, ein Fahrradgesetz für NRW zu erarbeiten. Damit erreichte die Volksinitiative Aufbruch Fahrrad alle ihre selbst gesteckten Ziele.
Das Projekt Aufbruch Fahrrad wurde am 27. Februar 2020 mit dem 2. Platz beim Deutschen Fahrradpreis in der Kategorie Kommunikation ausgezeichnet.

## Ziele und Forderungen von Aufbruch Fahrrad
Aufbruch Fahrrad will NRW in Aufbruchstimmung für eine Wende hin zu nachhaltiger Mobilität versetzen, das zivilgesellschaftliche Netzwerk für Fahrradmobilität stärken und den Anteil des Radverkehrs in NRW von 8 % auf 25 % bis 2025 steigern. Ein weiteres Ziel von Aufbruch Fahrrad ist, dass NRW ein Fahrradgesetz bekommt. Ziel ist, dass neun Maßnahmen zur Förderung der Fahrradmobilität umgesetzt und in einem Fahrradgesetz für NRW verankert werden:
1. Mehr Verkehrssicherheit auf Straßen und Radwegen
2. NRW wirbt für mehr Radverkehr
3. 1000 Kilometer Radschnellwege für den Pendelverkehr
4. 300 Kilometer überregionale Radwege pro Jahr
5. Fahrradstraßen und Radinfrastruktur in den Kommunen
6. Mehr Fahrrad-Expertise in den Ministerien und Behörden
7. Kostenlose Mitnahme im Nahverkehr
8. Fahrradparken und E-Bike Stationen
9. Förderung von Lastenrädern[1]